# 博克莱尔
博克莱尔（法語：Beauclair，法語發音：[boklɛʁ]）是法国默兹省的一个市镇，属于凡尔登区。

## 地理
博克莱尔（49°27'29"N, 5°6'54"E）面积4.84 平方千米，位于法国大東部大區默兹省，该省份为法国西北部内陆省份，北与比利时接壤，西接马恩省和阿登省，南至上马恩省和孚日省，东临默尔特-摩泽尔省。
与博克莱尔接壤的市镇（或旧市镇、城区）包括：努阿尔、维塞普、阿戈讷地区博福尔、阿勒苏莱科特、默兹河畔拉讷维尔、蒙蒂尼德旺萨塞。

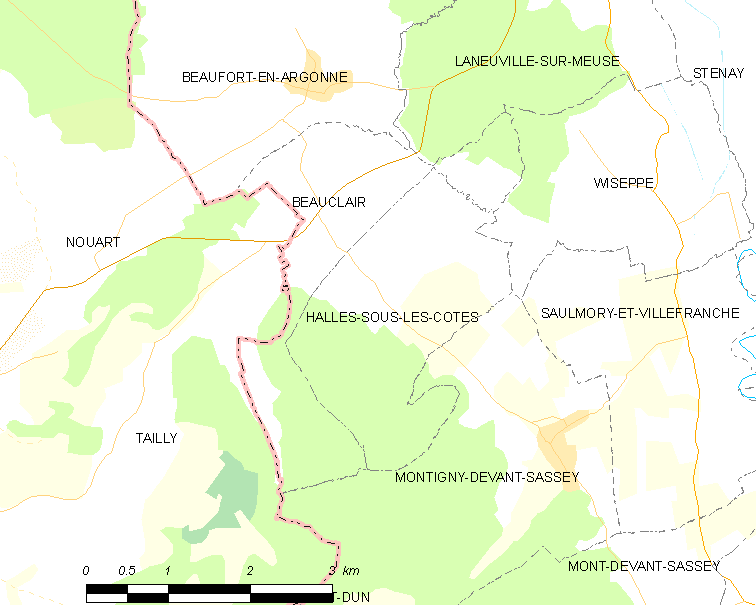
博克莱尔的OSM定位图

博克莱尔的时区为UTC+01:00、UTC+02:00（夏令时）。

## 行政
博克莱尔的邮政编码为55700，INSEE市镇编码为55036。

## 政治
博克莱尔所属的省级选区为斯特奈县。

## 人口

1962-2008年间博克莱尔人口变化图示

博克莱尔于2022年1月1日时的人口数量为90人。